# Augstenberg
Il Augstenberg con 2.365 m s.l.m. è una montagna della Catena del Reticone nelle Alpi Retiche occidentali.